# Bulín
La palabra bulín es un vocablo del lunfardo que significa 'departamento modesto' el cual suele constar de una sola habitación. Se usa tanto en Argentina como en Uruguay y aparece en diversos tangos.
El diccionario de la Real Academia Española le asigna a bulín dos acepciones en lenguaje coloquial propio de Argentina:  «departamento que generalmente se reservaba para las citas amorosas» y «departamento modesto, por lo común de gente joven que se inicia». Ambas acepciones coinciden básicamente con su significado en lunfardo.

Catre 

## Origen
José Gobello cita una cuarteta que  aparece en el artículo Los Beduinos Urbanos de Benigno B. Lugones publicado en La Nación el 17 de marzo de 1879, uno de los primeros trabajos sobre lunfardo que se conocen:

”Estando en el bolín polizando
Se presentó el mayorengo
A portarlo encana vengo
Su mina lo ha delatado”.

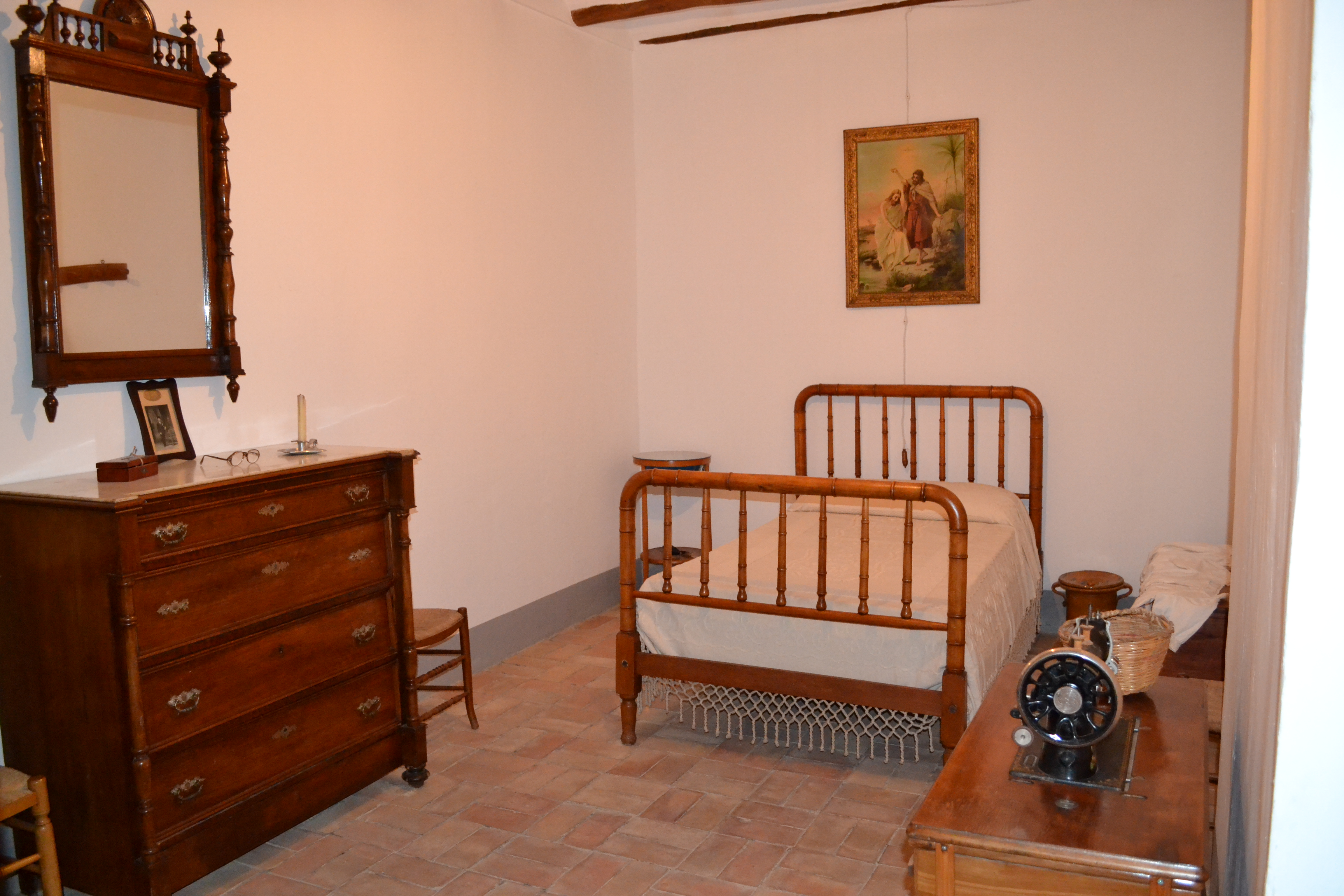
Un bulín

Algunos autores dicen que la palabra deriva del francés Boulin que es el agujero hecho en una pared para insertar un travesaño que sostiene el andamio, también llamado ope en buen francés. A veces esa cavidad queda sin rellenar al finalizar los trabajos y puede ser utilizado por aves de diversas especies para asentar su nido. Es posible que por este uso se haya incorporado al lunfardo con las grafías bolín y, más frecuentemente, bulín, a veces transformado en épocas más recientes en bulo. De allí derivaron  el verbo abulinar, el adjetivo bulinero y el diminutivo bulincito. Son sinónimos cotorro y pichonera, que directamente evocan el nido. Su significado tiene cierta similitud con el de la garçonnière pero a esta se la vincula más con una habitación o departamento que tiene el hombre soltero o casado en un lugar diferente de su vivienda y destinado a recibir a sus amantes.    
Mario E. Teruggi menciona la versión sobre el origen francés de la palabra y la desecha argumentando que es un vocablo demasiado técnico, propio de los colombófilos y prácticamente desconocida en el lenguaje común de los franceses. Cita la opinión del filólogo Américo Castro según la cual el vocablo proviene de un dialecto italiano que no ha podido identificar, carencia esta por la que Teruggi también desecha esta opinión. El filólogo italiano Giovanni Meo Zilio y Éttore Rossi dicen que bulín es una voz jergal italiana que significa cama, que está relacionada con el milanesismo bolin, cama. Y Ernesto Ferrero la escribe como balín, jergón de preso que, agrega, es una voz muy antigua difundida en Italia con el significado de cama.

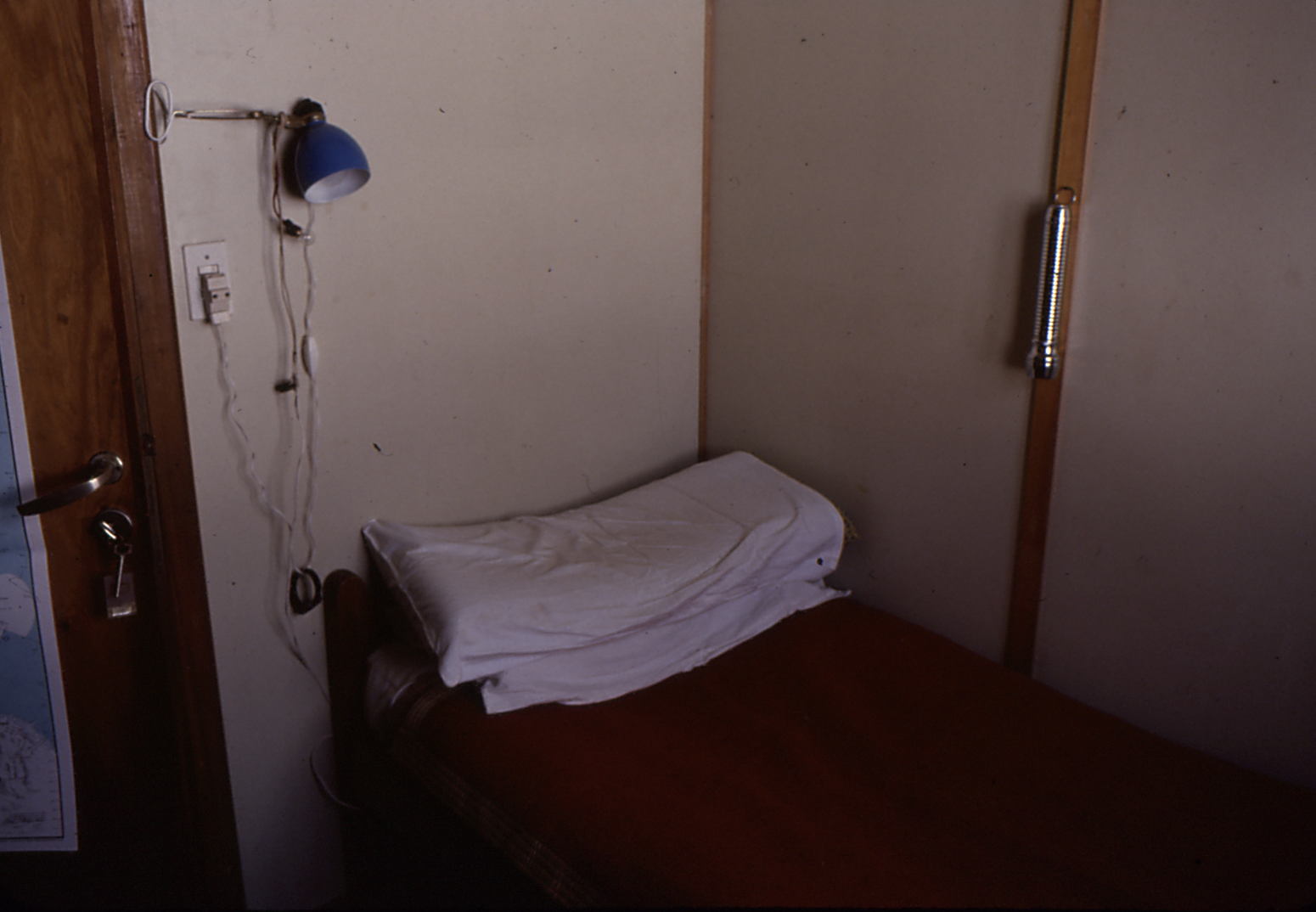
Un bulín

## Su uso  en el tango
La “casa” (bulín, casita, conventillo, cotorro, cuarto, etc.) es el centro de varias de las historias contadas en los tangos, a veces como escenario y otras directamente como sujeto. Cada vocablo, sin embargo, tiene dentro de la poesía tanguera sus connotaciones particulares.
La casa remite en general a la infancia, a la familia, al hogar, en tanto el bulín, el cotorro o el cuarto aluden a la independencia, la sexualidad, la soledad o la adultez, y el conventillo puede ser utilizado como escenario de dramas o para desvalorizar a un personaje.
Entre los tangos que usan este vocablo se pueden citar El bulín de la calle Ayacucho (1923), letra de Celedonio Esteban Flores y música de José y Luis Servidio, que está en el fondo de un conventillo, es mistongo (pobre), sirve para la reunión de los amigos y allí el narrador vivió los amores de una piba hasta que ella murió; Hacé bulín, letra de Mario Savino y música de Héctor Palacios aconseja al que herede un “coqueto apartamento de soltero” que no se case sino que lo use para fiestas y conquistas, para lo cual le dice: “Pintalo verde turquesa / Minga de sillas y mesas / Y en vez de araña, plafón. /Un regio bar / Con bebidas abundantes,Y un stock estimulante /De música en do menor”; Romántico bulincito (1920), letra de Enrique Dizeo y música de Augusto Gentile, es el “cotorro de mis amores” que el narrador compartió con “la mujer que fue más adorada” y se transforma en “el bulín solitario” cuando ella lo abandona;  en El ciruja (1926), letra de Francisco Alfredo Marino y música de Ernesto de la Cruz, cuando el guapo traicionado por la mujer regresa de la cárcel comprueba que “no existe ya el bulincito” de sus amores.. En Chiqué, letra y música de Ricardo Luis Brignolo el bulín es el lugar de "los viejos recuerdos y alegrías" cuando ella estaba; la protagonista de Arrabalero, letra del autor español Eduardo Calvo y música de Osvaldo Fresedo cuenta, con cierto dejo de orgullo, que ella nació en "un bulín mistongo del arrabal porteño", al igual que el protagonista de Niño bien (1927), letra del español Víctor Soliño, música de Juan Antonio Collazo, pero éste lo oculta y trata de aparentar ser de “familia bien” 
En Viejo rincón (1925), letra de Roberto Lino Cayol y música de Raúl de los Hoyos el bulín también es mistongo y mientras evoca el pasado feliz el poeta lo llama mi garçonnière de lata. 
Pascual Contursi nombra el bulín en varios de sus tangos: en Ivette (1918), música que según alguna fuente de Augusto Berto y Julio Argentino Roca y según otra sería de José Martínez firmada con el seudónimo de Costa-Roca es un ladrón el que menciona el bulín mientras recuerda a la mujer que lo abandonó pese a sus regalos; en Flor de fango (1917), música de Augusto A. Gentile, primer tango que grabó Gardel, la mujer -ya en decadencia- alquiló un "bulincito...en una casa 'e pensión"; en Mi noche triste (1917), música de Samuel Castriota, cuyo éxito al año siguiente dio nacimiento al período del tango-canción; la descripción del bulín "desarreglado, todo triste, abandonado" ocupa un lugar central en la historia del hombre "amurado" por su mujer; en De vuelta al bulín (1917), música de José Martínez la percanta también había causado dolor yéndose con otro amor, pero este tango da cuenta de su regreso, arrepentida y perdonada.